# Candidula cavannae
Candidula cavannae е вид охлюв от семейство Hygromiidae. Видът е почти застрашен от изчезване.

## Разпространение и местообитание
Разпространен е в Италия.
Обитава планини, възвишения и ливади.